# Clear Lake (Iowa)
Clear Lake ist ein kleiner Ort im Norden des Bundesstaates Iowa in den Vereinigten Staaten.

## Geographie
Clear Lake liegt im Cerro Gordo County in der Nähe von Mason City. Das U.S. Census Bureau hat bei der Volkszählung 2020 eine Einwohnerzahl von 7.687 ermittelt.
Insbesondere im Sommer ist Clear Lake ein von Touristen gut besuchter Ort. Neben dem See Clear Lake, der dem Ort seinen Namen gab, stellt der Surf Ballroom den größten Anziehungspunkt dar, in dem die Musiker Buddy Holly, Ritchie Valens und The Big Bopper ihr letztes Konzert gaben, bevor sie unweit der Stadt bei einem Flugzeugabsturz ums Leben kamen.

## Söhne und Töchter der Stadt
- Trevor Penning (* 1999), American-Football-Spieler
- Adan Canto (1981–2024), Schauspieler und Sänger (Wahlheimat)[3]